# Konstantin Nikiforow
Konstantin Nikiforow Popkonstantinow (bułg. Константин Никифоров Попконстантинов, ur. 31 października 1856 w Gabrowie, zm. 1 lutego 1891 w Merano) – bułgarski wojskowy i polityk, major,  minister wojny Księstwa Bułgarii (1885–1886).

## Życiorys
Urodził się w Gabrowie, był synem nauczyciela Nikifora i Any. Uczył się w Gabrowie, Elenie, a następnie w Mikołajowie na Ukrainie. W 1876 rozpoczął naukę w szkole artylerii w Petersburgu, służył w 26 brygadzie artylerii armii rosyjskiej. Naukę w szkole wojskowej przerwał w 1877, by wziąć udział w wojnie z Turcją. Po wyzwoleniu Bułgarii służył w 1 baterii artylerii. W 1879 powrócił na studia i w 1883 ukończył szkołę wojskową w Petersburgu. Po powrocie do kraju zajął się organizacją artylerii bułgarskiej, prowadził także wykłady w szkole wojskowej w Sofii. W 1885 objął stanowisko ministra wojny, w sytuacji kiedy Rosja nie zgodziła się na zjednoczenie Bułgarii i wycofała swoich doradców wojskowych. Zadaniem Nikiforowa stała się reorganizacja sztabu armii i przygotowanie kraju do wojny z Serbią. Za zasługi w czasie wojny otrzymał Order Waleczności 2 stopnia i uzyskał awans na stopień majora.
W 1886 po przewrocie dokonanym przez oficerów prorosyjskich, Nikiforow otrzymał propozycję by po raz kolejny objąć resort wojny, ale odmówił i przeszedł w stan spoczynku. W ostatnich latach życia prowadził wykłady z artylerii w szkole wojskowej i opracowywał podręczniki dla oficerów artylerii (Ръководство за артилерията). W 1890 wyjechał na leczenie do Austro-Węgier, gdzie zmarł w 1891. W 1910 jego doczesne szczątki przeniesiono do Sofii.

## Awanse
- podporucznik (Подпоручик) (1879)
- porucznik  (Поручик) (1881)
- kapitan  (капитан) (1883)
- major  (Майор) (1885)

## Odznaczenia
- Order Waleczności 2 stopnia